# Ітуруп

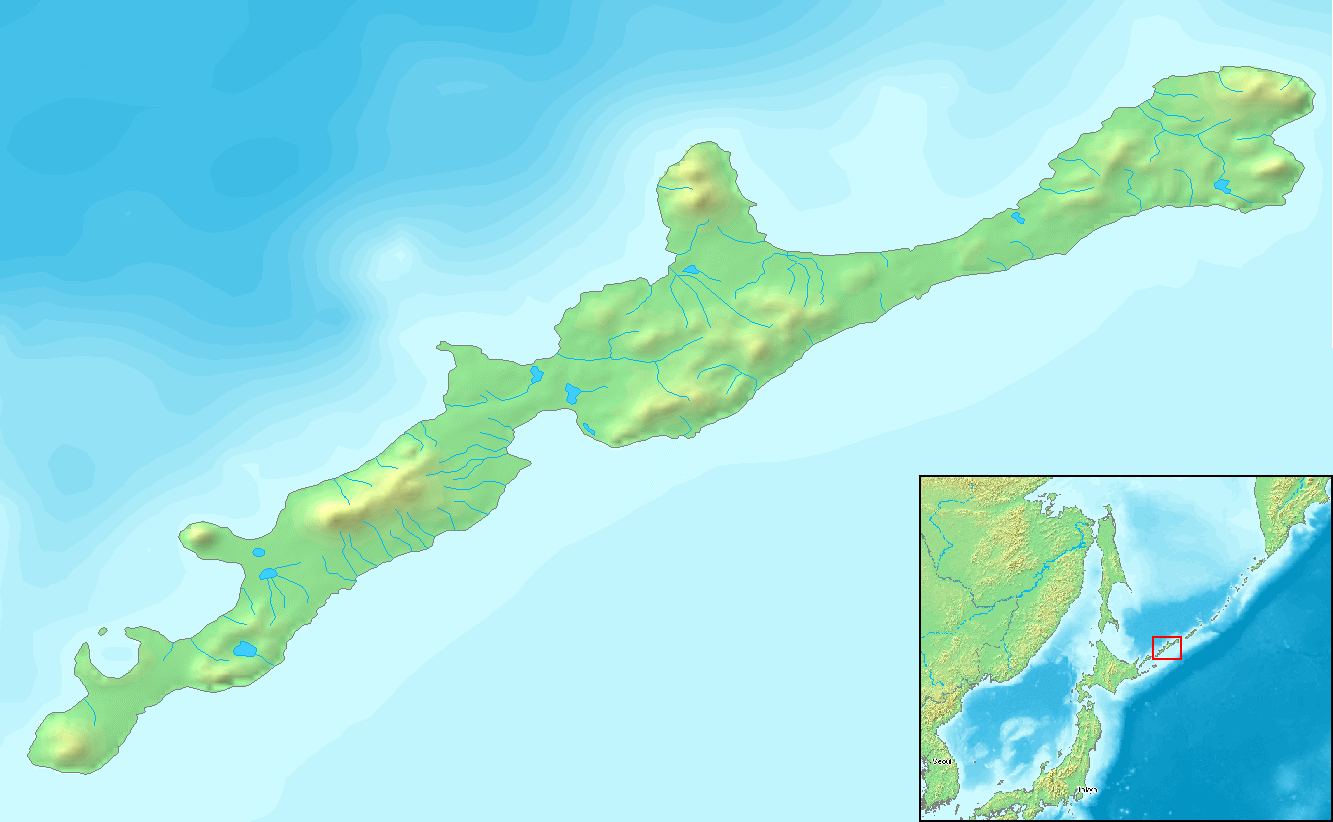
Карта острова Ітуруп

Місце розташування острова.

Еторофу (Ітуруп) на фізичній карті префектури Хоккайдо

Ітуру́п (рос. Итуруп) або Еторо́фу (яп. 択捉島, えとろふとう, МФА: [etoroɸu toː]) — острів у північно-західній частині Тихого океану. Назва походить від айнського слова Етороп, що означає «Мисовий». Найбільший серед Курильських островів. Відокремлений від острова Уруп протокою Фріза на півночі і протокою Катерини від острова Кунашир на півдні. Із західного боку омивається водами Охотського моря, а зі східного — Тихого океану.
Площа острова становить 3182,65км². Протяжність берегової лінії — 658,5 км. Довжина із південного заходу на північний схід становить 203 км, а ширина коливається від 6 до 46 км.
Питання територіальної приналежності Ітурупа не вирішене. До 1945 року острів належав Японії і входив до складу префектури Хоккайдо. Острів був поділений між селами Рубецу повіту Еторофу, Шяна повіту Шяна і, Шібеторо повіту Шібеторо. Наприкінці Другої світової війни СРСР порушив підписаний з японцями пакт про ненапад і окупував Ітуруп. З 1945 року де-факто ним керує Російська Федерація, правонаступниця СРСР. Однак уряд Японії не визнає російського суверенітету над Ітурупом, вважаючи його своєю окупованою територією. Адміністративно входить до округу Немуро Префектура Хоккайдо, Японія. Найпівнічніша точка Японії. Знаходиться під окупацією Росії, яка відносить його до складу Курильського міського округу Сахалінської області. На острові знаходиться адміністративний центр Курильського району — м. Курильськ.
У серпні 1945 року населення острова становило 3608 осіб. За даними російського перепису 2006 року кількість мешканців острова становила 6739 осіб, 60 % яких є етнічними українцями.

## Береги
Західний берег порізаний затоками (Дозорна, Львина Пасть, Добре Начало, Одеська, Куйбишевська, Курільська, Простор) та півостровами (Челюсть, Клик, Атсонопурі, Пржевальського, Чиріп). Східний берег менш розчленований — тут виділяють значні затоки Рока та Касатка.
На острові знаходиться центр Курильського району — м. Курильськ.
Взагалі для берегів острова характерне чергування низинних пологих з піщано-галичними пляжами та високими з переривистим пляжем берегами. Місцями скелі утворюють непрохідні прижими. Особливо вони характерні для ділянки берега від бухти Астаурова до бухти Сентябрської.
Для острова характерні добові припливи з пересічною висотою до 1 м.

## Рельєф
Острів вулканічного походження, має досить складний рельєф. В центральній частині розташований хребет Іван Грозний, на півночі, на півострові Медвежому, — хребти Медвежий та Камуй, на південь від затоки Касатка — хребет Богатир та на півдні острова — хребет Дуговий. Окремими гірськими масивами є півострів Чиріп, вулкани Берутарубе та Атосанупурі. На острові наявні 16 вулканів (9 діючих та 7 згаслих), серед яких найвищим є згаслий Стокап у хребті Богатир, з висотою 1 634 м. А. І. Соловйов (1947 рік) виділяє 9 самостійних вулканічних масивів: хребти Медвежий, Камуй, Богатир, Іван Грозний, вулканічні масиви Атосанупурі та Берутарубе, півострів Чиріп, кальдера Урбіч та затока Львина Пасть.
Вулкани острова:
|                     |                                    |                    | Висота (м) |
| Стокап              | 西単冠山 • Нісі-Хітокаппу          | Стокап             | 1 610      |
| Богдан Хмельницький | 散布山 • Тіріппу                   | Богдан Хмельницкий | 1 589      |
| Чиріп               | 北散布山 • Кіта-Тіріппу            | Чирип              | 1 563      |
| Буревісник          |                                    | Буревесник         | 1 427      |
| Камуй               | 神威山 • Камуї                     | Камуй              | 1 323      |
| Берутарубе          | ベルタルベ山 • Берутарубе          | Берутарубе         | 1 222      |
| Тебеньков           | 小田萌山 • Одамої                  | Тебеньков          | 1 212      |
| Демон               | ラッキベツ山 • Раккібецу           | Демон              | 1 206      |
| Атосанупурі         | 択捉阿登佐岳 • Еторофу-Атосанупурі | Атсонопури         | 1 205      |
| Іван Грозний        | 択捉焼山 • Еторофу-Якеяма          | Иван Грозный       | 1 159      |
| Баранський          | 指臼岳 • Сасюсу                    | Баранский          | 1 126      |
| Медвежий            | 茂世路岳 • Мойоро                  | Медвежий           | 1 124      |
| Средній             |                                    | Средний            | 1 113      |
| Кудрявий            | 硫黄岳 • Іо                        | Кудрявый           | 991        |
| Урбіч               |                                    | Урбич              | 770        |
| Менший Брат         | 焼山 • Якеяма                      | Меньший Брат       | 563        |

## Гідрографія

### Річки
Всі річки острова переважно гірського характеру, короткі (довжиною 10-15 км, при ширині 5-10 м, а у гирлі до 30 м). Глибина річок переважно сягає 0,7-2 м, швидкість течії — 0,5-1 (у верхів'ях 3) м/с. Дно річок переважно кам'янисте та галичне. Весняні паводки спостерігаються у квітні-червні. В теплий період можливі до 4 паводків з пересічною протяжністю 6-15 діб. Рівень води під час паводків піднімається на 0,4-0,8 (іноді 1,5) м. В межень річки можна перейти вбрід.
Найбільші річки острова:
- Куйбишевка — 28 км
- Славна — 23 км
- Курілка — 22 км

Вода деяких річок (Південний та Північний Чиріп) не придатна для пиття через високу кислотність.
На річках багато водоспадів, серед яких найвищий у Росії — водоспад Ілля Муромець, висота падіння води якого становить 141 м.

### Озера
На острові нараховується понад 30 озер. Найбільші з них —
лагунні:
- Благодатне
- Касатка
- Добре

лавозагатні:
- Славне в кальдері вулкану Медвежий
- Лопасне
- Чисте
- Ізумрудне
- Красиве в кальдері вулкану Урбіч
- Тихе

### Термальні води
На острові розташовано багато термальних вод. Більшість гарячих джерел приурочені до районів активного вулканізму. Відомі два невеликих озерця з водою з температурою 35-40 °C біля вулкану Менший Брат та озера Славне. Сірчановодневі джерела є в кальдері Мачеха, вони є витоками річки Іван Грозний. Ціла низка гарячих джерел (Кип'ящі, Голубі Озера, Водопадні, Котел, Устьєві) спостерігається уздовж річки Кип'ящої в районі вулкану Баранського — вони мають температуру води до 90 °C. 1,5 км на північ знаходиться Старозаводське термальне поле з гарячими джерелами. Потужні мінеральні джерела розташовані зі сходу озера Тихого та біля підніжжя вулкану Атсонопурі.

## Клімат
Клімат острова морський та вологий. Протягом року спостерігається похмура погода з частими сильними вітрами. Літо помірно тепле, з пересічними температурами +13 °C. Влітку погода похмура, дощова. Ясних днів влітку — 5-6, похмурих — 55, туманних — 31. Опади випадають у вигляді моросячих дощів — влітку в середньому 250 мм.

## Флора та фауна

### Флора
На острові переважають негусті ліси з модрини, кедрового сланника, смереки, кам'яної берези та дуба. Переважаюча висота дерев — 5-8 м. На більшій частині острова переважають прапоротеподібні, сланникові форми хвойних дерев та кам'яна береза з підліском із курильського бамбука заввишки до 3,5 м. Місцями вони утворюють самостійні важкопрохідні зарості. На схилах гір вище 700 м (окрім схилів діючих вулканів) панує кедровий сланник, який на острові займає 42 % всіх лісів. Смерекові ліси поширені на півострові Атсонопурі та навколо озера Лісозаводське.
На острові зустрічаються диморфант, гортензія, сумах (іпритка), курильська вишня. По берегам річок доволі поширені тополя Максимовича, черемха Сьорі, верба. Під покривом бамбука зростають бруслина, скіммія, клен, горобина збірна, дуб тонкокучерявий. Північні схили гір часто вкриті міцними заростями вільхи Максимовича (вільховий сланник). По берегам поширені зарості високих трав із гречки, какалії, хрестовника, шеломайника, білокопитника тощо.

### Фауна
Із ссавців поширені бурий ведмідь, лисиця та гризуни. В деякі роки були зафіксовані колонії сірих пацюків. З птахів поширені чорний лелека, беркут, скопа, чорний журавель, охотський коловодник, кулик-лопатень.
Південна частина острова включена до заказника «Острівний».

## Історія
Ітуруп до 1945 рр. входив до складу Японії. З 1945 р. — окупований радянськими військами та включений до СРСР (РРФСР). З 1991 р. — в складі Росії.

## Дивись також
Проблема Північних територій.